# Berthold Rike
Berthold Rike, auch Ryke und latinisiert Bertold Dives (* um 1380 in Hannover; † 18. August 1436 in Schwaan) war ein deutscher römisch-katholischer Geistlicher an der römischen Kurie, Domkustos in Breslau und Dompropst von Lübeck.

## Leben

### Familie
Bertholdus Schomaker alias dictus Dives stammte aus Hannover. Er war ein Sohn des Kaufmanns Borchard Dives († vor 1398), der 1384 das Bürgerrecht in Hannover erworben hatte, und seiner Frau Katharina. Seit 1412 benutzte er durchgehend die Namensform Rike bzw. Latinisiert Dives. Offenbar ist die Familie später komplett nach Lübeck gezogen. Rikes Mutter Katharina wurde vor dem Chor in der Mitte des Lübecker Doms begraben. Für sie und den Vater stiftete Rike eine Memorie. Sein Bruder Heinrich Dives wurde als Kaufmann Lübecker Bürger. Bis zu seinem Tod (ca. 1455) kümmert er sich als nächster Erbe um den Nachlass. Er wurde zum Stammvater der Lübecker Familie Divessen, die in der übernächsten Generation in den Rat der Stadt aufstieg. David Divessen (Bürgermeister) († 1509) wurde Bürgermeister und David Divessen (Ratsherr) († 1533) Ratsherr in Lübeck.

### Ausbildung
1407 wird Rike erstmals in vatikanischen Quellen genannt. Zu diesem Zeitpunkt ist er Student des kanonischen Rechts in Bologna und Hausgenosse des Kardinals Baldassare Cossa, des späteren Gegenpapstes Johannes XXIII. Vermutlich in Bologna wurde er zum doctor decretorum (Doktor des Kirchenrechts) promoviert. Als solcher erscheint er in vatikanischen Quellen ab 1417.

### Pfründen und Missionen
Rikes erste Pfründen waren ein Anspruch auf die Pfarrei Assel sowie eine Vikarie sine cura an der Stiftskirche St. Cosmae et Damiani (Stade). 1407 erhielt er ein Kanonikat an der Stiftskirche St. Marien in Großglogau in Schlesien. Vermittler dieses Transfers waren Johannes Schele und Dietrich Reseler – zwei Kuriale, die für die weitere Karriere Rikes bedeutend wurden und gemeinsam mit Rike sowie seinen Verwandten Ludolf Grove und Ludolf Quirre eine „Seilschaft“ am römischen Pfründenmarkt bildeten.
Als 1409 der Lübecker Dompropst Nikolaus von dem Werder auf einer Pilgerreise ins Heilige Land in Venedig verstirbt, sorgt Cossa dafür, dass Rike dessen Pfründen: ein Kanonikat am Bremer Dom und die Lübecker Dompropstei erhält. Nikolaus von dem Werder hatte in Lübeck eng mit dem Agenten der Medici Lodovico de Baglioni (Ludovicus Philippi de Ballionibus de Perusio) beim Einsammeln und Weiterleiten päpstlicher Kollekten in Nordeuropa zusammengearbeitet.
1410 wurde Rike auf Betreiben Cossas, nunmehr (Gegen-)Papst Johannes XXIII., Domkustos am Breslauer Dom. In den Jahren 1412 bis 1415 war Rike mehrfach in diplomatischen und fiskalischen Missionen für die Kurie im Norden und Osten unterwegs. Dafür wurde er zum päpstlichen Nuntius ernannt. 1413 kam er erstmals nach Lübeck. 1414 sind der Deutschordensstaat, Preußen und Livland Ziel seiner Reisen. Dabei erwarb er noch ein Kanonikat an der Kathedrale Mariä Himmelfahrt und St. Andreas in Frombork im Ermland. 1415 wurde er noch päpstlicher Kollektor für das Königreich Polen. Mit der Absetzung von Johannes XXIII. durch das Konzil von Konstanz verlor Rike seinen römischen Patron. Er residierte 1416/17 in Breslau und zog dann ganz nach Lübeck. Seine zahlreichen Pfründen versuchte er durch Verkauf und Tausch zu konsolidieren.

### Gefangenschaft und Tod

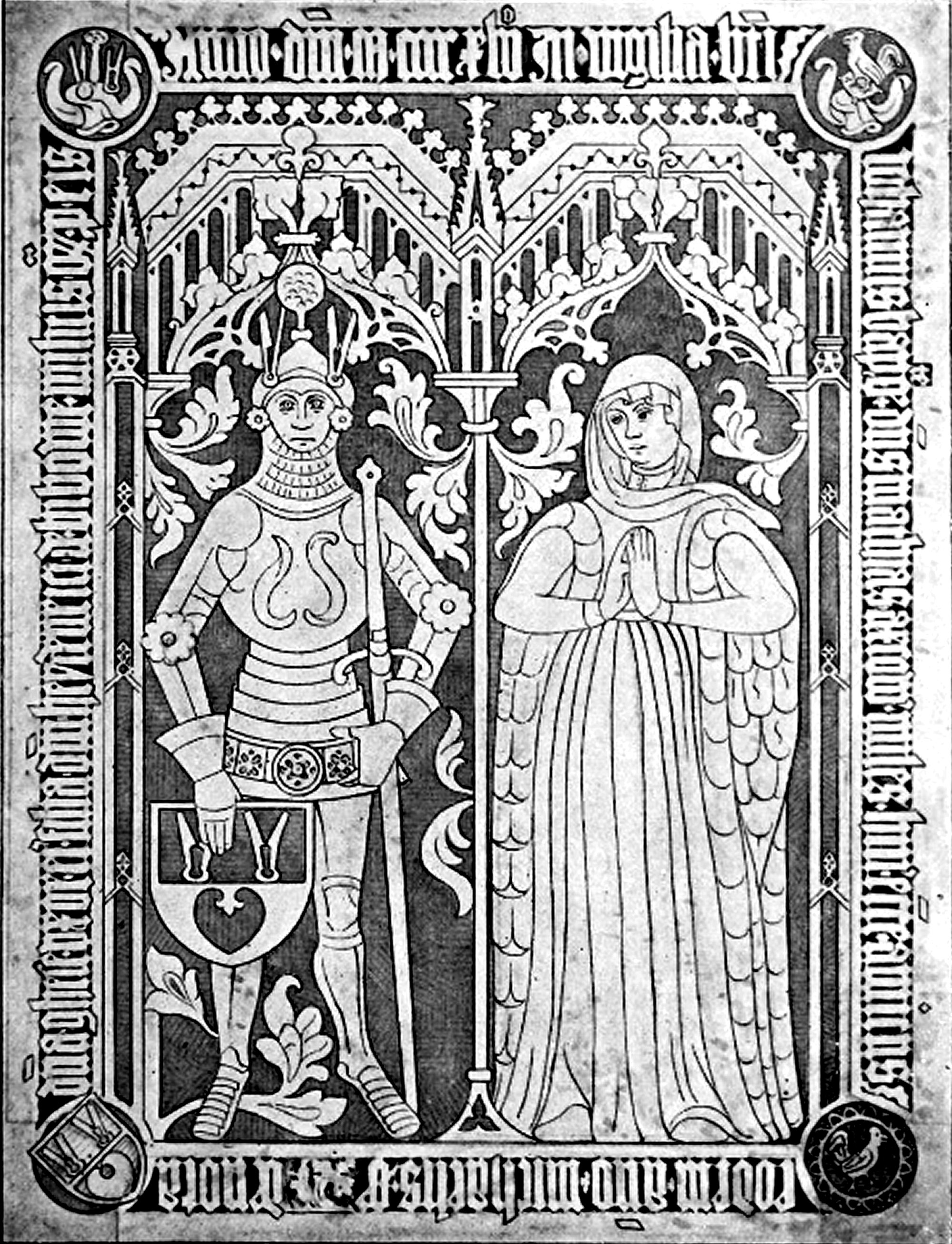
Grabplatte des Matthias von Axekow im Doberaner Münster

Der Ritter Matthias von Axekow, Feldherr und Rat der Herzogin Katharina, hatte 1432 zwei Bauern in Wendorf bei Wismar greifen lassen, um sie zur Abgabe an ihn (Schatzung) zu zwingen. Das Lübecker Domkapitel betrachtete das Dorf jedoch als eines seiner Kapitelsdörfer und verwahrte sich dagegen bei der Herzogin. Diese wies die Klage des Kapitels ab. Axekow begab sich 1435 auf eine Pilgerreise nach St. Theobald in Thann und Maria Einsiedeln in der Schweiz. Als der Lübecker Bischof Johannes Schele und der Domdekan Nikolaus Sachau, die sich beide auf dem Konzil von Basel befanden, davon erfuhren, veranlassten sie, dass er in Rheinfelden (Baden) festgesetzt wurde. Nach einiger Zeit und intensiven Verhandlungen erhielt er die Erlaubnis, wieder nach Hause zurückkehren zu dürfen, unter der Bedingung, dass er sich mit dem Kapitel aussöhne und dessen Schaden ersetze. Könne man sich darüber nicht einigen, so solle er bei seinem Ehrenwort verpflichtet sein, sich in Lüneburg zum Einlager einzufinden. Die Aussöhnung schlug fehl, und Axekow stellte sich auch wie gefordert in Lüneburg ein. Gleichzeitig aber stiftete er seine Freunde an, Rike als Geisel zu nehmen, um diesen dann gegen ihn auszuwechseln. Rike wurde am Marien-Magdalenen-Tag (22. Juli) 1436 in der Nähe des Siechenhauses von Schwartau gefangen genommen und auf die Burg Schwaan verbracht. Der Plan einer Auswechslung aber kam nicht zu Stande, weil Rike am 18. August, dem Gedenktag des heiligen Märtyrers Agapitus von Praeneste, in Gefangenschaft starb. Daraufhin erwirkten die Lübecker auf dem Konzil von Basel wegen Mordes an einem Geistlichen die Exkommunikation von Axekow und seinen Helfern sowie das Interdikt gegen Mecklenburg.

### Sühne

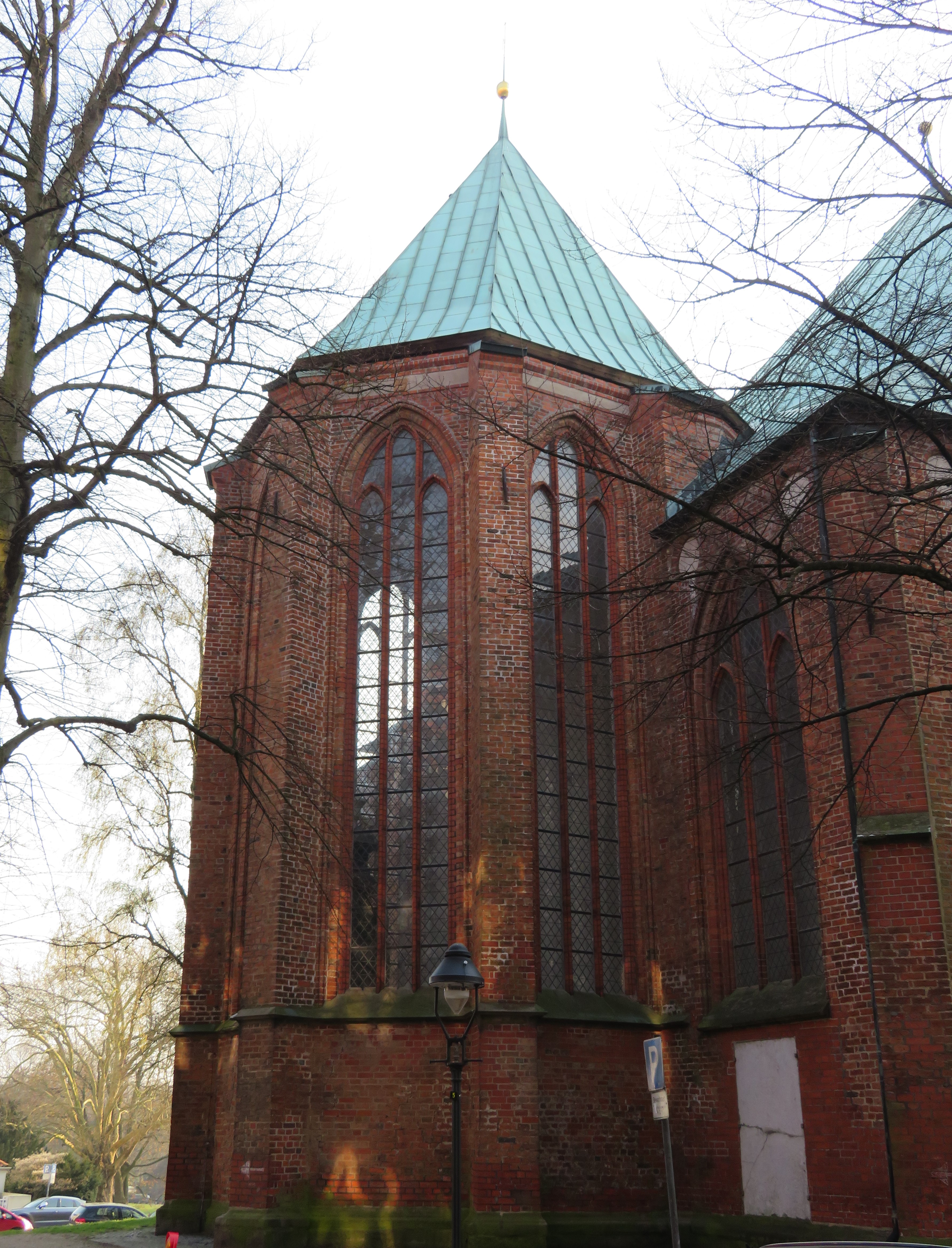
Marientidenkapelle am Dom zu Lübeck (2019)

Die Herzogin und ihre Räte mussten sich durch einen Eid von dem Verdacht der Mitwisserschaft reinigen. Prozesse, auch am kaiserlichen Hofgericht, folgten. Die Mecklenburger entschädigten schließlich das Kapitel und zahlten ein Sühnegeld von 2500 Mark Lübisch. Davon wurden für 1000 Mark zwei Benefizien gestiftet. Rikes Leichnam wurde nach Lübeck überführt; er fand seine letzte Ruhestätte in der aus seinem Nachlass neu erbauten Marientidenkapelle hinter dem Chor. In dieser Kapelle ließ sich 1449 Nikolaus Sachau, der 1439 Bischof geworden war, begraben. Durch die spätere Umgestaltung der Kapelle zur Grabkapelle für Fürstbischof August Friedrich sind diese Grablegen nicht erhalten.
Sein Nachfolger als Propst wurde der Kuriale Johannes Walling.